# استبعاد التشارك

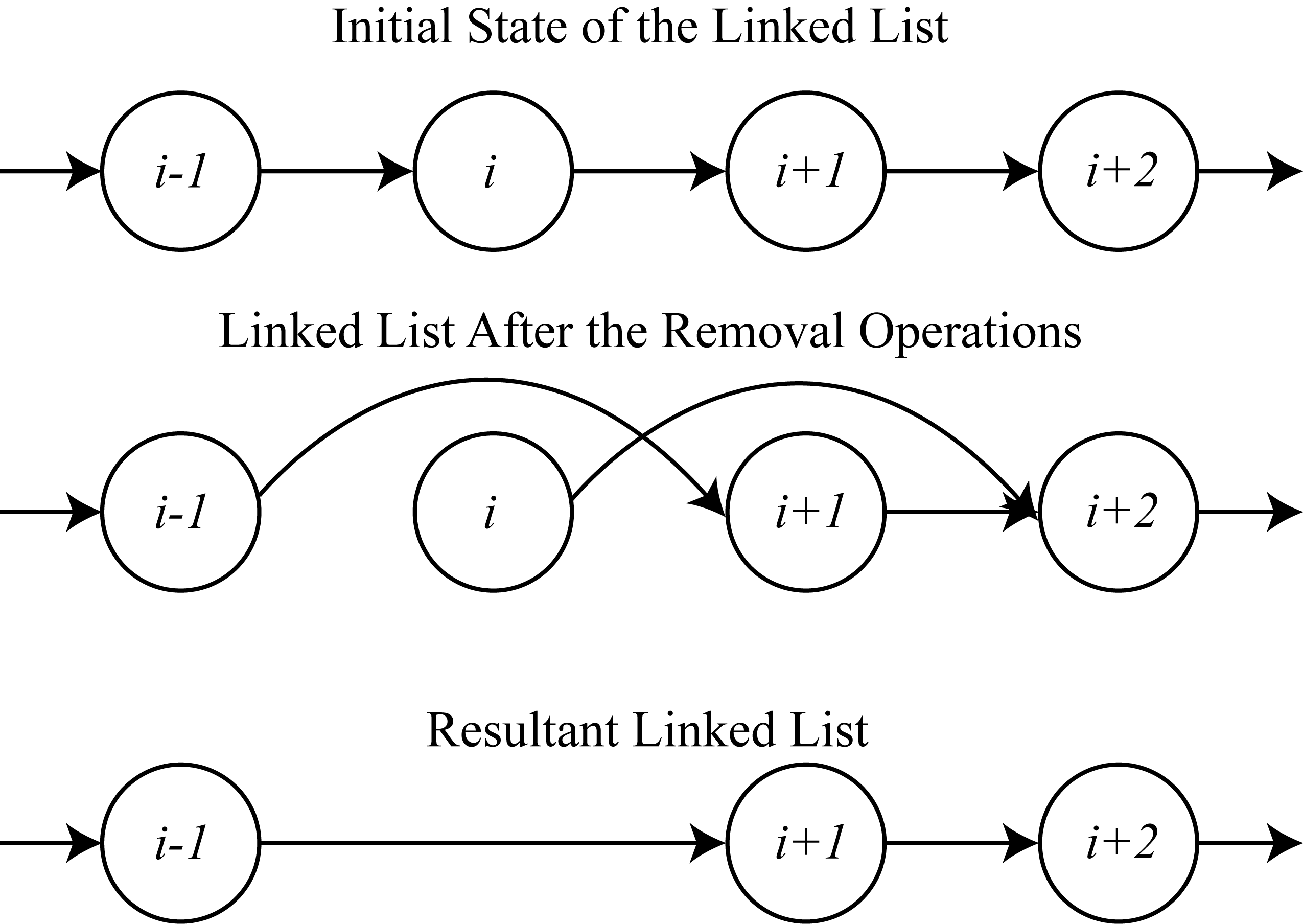

استبعاد التشارك أو إقصاء التشارك (بالإنجليزية: Mutual exclusion : mutex)‏ أداة مزامنة تستعملها بعض الخوارزميات المستعملة في البرمجة لتفادي الاستخدام المتزامن للموارد المشتركة، مثل الوصول لمتغير عام، قد تقوم به بعض المقاطع الحرجة. المقطع الحرج هو جزء من البرمجية حيث تسعى عملية أو خيط للوصول فيه إلى مورد مشترك. المقطع الحرج في حد ذاته ليس آلية أو خوارزمية للاستبعاد المتبادل.
خوارزميات استبعاد التشارك تسمح بضبط الوصول للبيانات. مثلا، حين يتم تنفيذ روتين معين مرة واحدة في نفس الوقت فلا يقبل التوازي.